# Luciérnagas (novela)
Luciérnagas es una novela de 1949 de la escritora española Ana María Matute. Fue finalista del premio Nadal en 1949 pero no se publicó hasta 1955 con el título En esta tierra tras drásticos recortes por la censura durante el franquismo. En 1993, fue editada en su redacción completa y con su título original.

## Historia
Luciérnagas fue una de las primeras novelas de Ana María Matute. Fue finalista del premio Nadal  y premio de la Crítica en 1949. No se publicó la versión autorizada hasta 1955 bajo el título En esta tierra. Según Ana María Matute, chocó hasta tres veces con la censura editorial que se impuso durante la dictadura de Francisco Franco antes de ser autorizada su publicación.
En 1993, cuando Ana María Matute tenía 67 años, la autora decidió revisar y recuperar la obra con su redacción y título originales. Fue publicada con el título de Luciérnagas en Ediciones Destino. Posteriormente, en 2014, Ediciones Cátedra, dentro de su colección Letras Hispánicas, publicó una edición anotada de Luciérnagas.

## Sinopsis
Es una novela ambientada en Barcelona entre 1935 y 1939 en la que los protagonistas son adolescentes, casi niños, y como consecuencia de la guerra civil ven cómo su mundo se desmorona.

## Reconocimientos
Luciérnagas fue finalista del premio Nadal y premio de la Crítica en 1949 pero no se publicó hasta 1995 con el título En esta tierra tras drásticos recortes por la censura durante el franquismo.